# Columbia-universiteit

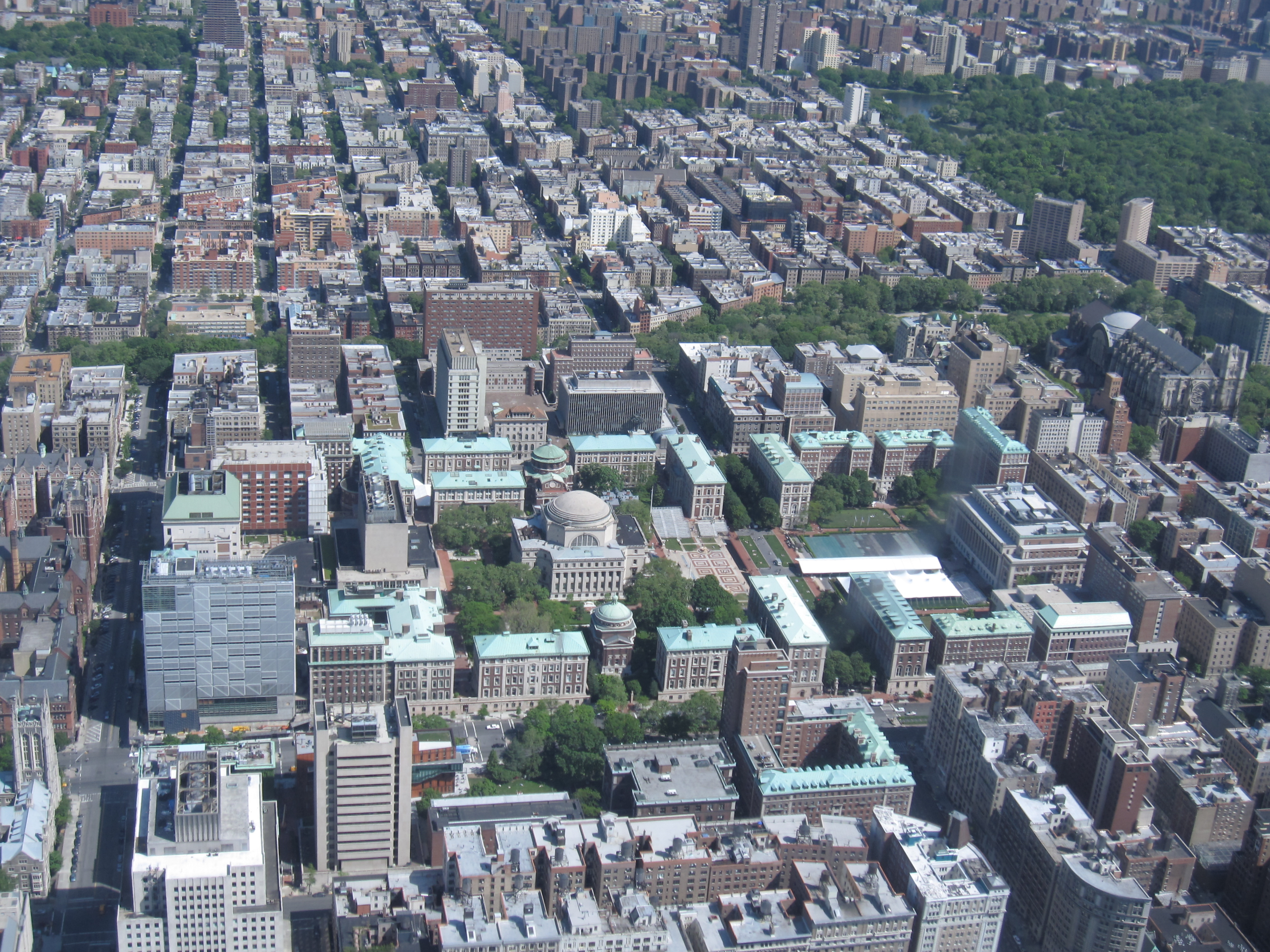
Overzicht van het universiteitscomplex

De Columbia-universiteit (Columbia University in the City of New York) is een universiteit die gevestigd is in New York. Ze is lid van de vermaarde Ivy League en telt zo'n 27.000 studenten, verdeeld over twee campussen die beide op Manhattan liggen. De universiteit wordt beschouwd als een van de beste ter wereld en wordt voortdurend in de top tien van internationale ranglijsten geplaatst.
In december 2021 omvatte de groep oud-studenten, faculteit en staf van de instelling onder andere 7 Founding Fathers van de Verenigde Staten van Amerika; 4 Amerikaanse presidenten; 34 buitenlandse staatshoofden of regeringsleiders; 2 secretarissen-generaal van de Verenigde Naties; 10 rechters van het Amerikaanse Hooggerechtshof; 103 Nobelprijswinnaars; 125 leden van de Nationale Academie van Wetenschappen; 53 levende miljardairs; 23 Olympische medaillewinnaars; 33 Academy Award-winnaars; en 125 ontvangers van de Pulitzerprijs.

## Geschiedenis
Columbia University is het oudste instituut voor hoger onderwijs in de staat New York en de op vijf na oudste van de Verenigde Staten. In 1754  door koning George II van Groot-Brittannië als King's College gesticht, heeft het in 1784, een jaar na het einde van de Amerikaanse Onafhankelijkheidsoorlog, haar naam veranderd in Columbia, de poëtische en anti-koloniale benaming voor de Verenigde Staten. Columbia University is door de jaren heen flink gegroeid en telt nu meer dan twintig faculteiten en instituten.

## Wetenschap
Columbia University heeft een zeer grote reputatie op het gebied van vele takken van wetenschap. Medewerkers van Columbia hebben tot 2004 in totaal 72 Nobelprijzen gewonnen. Daarnaast heeft Columbia een wereldwijde reputatie op het gebied van kunstgeschiedenis.

## Sport
Sport op Columbia heeft een lange traditie. Roeien was Columbia's eerste sport waarmee deze als eerste niet-Britse school de Henley Regatta won. Het Columbia-football team, het oudste van de Verenigde Staten, won onder andere de Rose Bowl in 1934. Ook het worstelteam is het oudste van de Verenigde Staten.